# Oulainen
Oulainen est une ville de l'ouest de la Finlande, dans la Province d'Oulu et la région d'Ostrobotnie du Nord.

## Géographie
Grosse bourgade agricole, elle se situe en plein cœur des grandes plaines d'Ostrobotnie. Elle est largement éclipsée par ses voisines un peu plus importantes, notamment Ylivieska à 30 km et Raahe à 65 km.
Si la zone est habitée depuis des millénaires, ce n'est qu'au tout début du XVIIe siècle qu'un petit village commence à se développer à proximité des rapides du Pyhäjoki. Il se développe lentement, ne comptant encore que 1 643 habitants en 1810. C'est une région très arriérée qui voit arriver le train en 1886. Elle se développe un peu en tant que ville de garnison, puis autour du sanatorium, fondé en 1914, agrandi à plusieurs reprises depuis. Il a donné naissance à un important hôpital.
Outre l'agriculture et l'exploitation de la forêt, on y trouve quelques petites entreprises dans des secteurs variés, la plus significative étant Oulaisten Liikenne, la plus importante compagnie de cars du nord de la Finlande.
Helsinki est à 534 km et Oulu à 101 km. Les communes limitrophes sont Haapavesi au sud-est, Ylivieska au sud-ouest, Merijärvi à l'ouest, Pyhäjoki au nord-ouest et Vihanti au nord-est.

## Démographie
Depuis 1980, l'évolution démographique d'Oulainen est la suivante, :
| Année      | 1980  | 1985  | 1990  | 1995  | 2000  | 2005  |
| ---------- | ----- | ----- | ----- | ----- | ----- | ----- |
| population | 7 885 | 8 225 | 8 324 | 8 444 | 8 203 | 8 101 |

| Année      | 2010  | 2015  | 2020  |
| ---------- | ----- | ----- | ----- |
| population | 7 889 | 7 705 | 7 268 |

## Entreprises
- Sievin Jalkine
- SSAB
- Rakennusliike Sorvoja Oy
- Vattenfall
- Oulaisten Liikenne
- Tapani Saari Oy
- Ojan Auto ja Turvalaite Ky
- Oulaisten LVI Oy
- NAVA-Sähkö Ay

## Transports
Oulainen est au croisement de la route principale 86 avec la seututie 786.

### Distances routières aux principales villes
| - Helsinki 534 km - Hämeenlinna 462 km - Iisalmi 166 km - Jyväskylä 265 km - Kajaani 164 km - Kauhava 180 km - Kemi 206 km - Kokkola 109 km | - Kotka 509 km - Kuopio 253 km - Lahti 435 km - Lappeenranta 487 km - Mikkeli 379 km - Oulu 100 km - Pori 406 km - Raahe 65 km | - Rovaniemi 322 km - Savonlinna 412 km - Seinäjoki 225 km - Tampere 382 km - Turku 529 km - Vaasa 229 km - Ylivieska 29 km |

## Jumelages
- Lillehammer (Norvège)
- Commune de Leksand (Suède)
- Hørsholm (Danemark)
- Karksi-Nuia (Estonie)
- La Roche-sur-Yon (France)

## Personnalités
- Eeli Erkkilä, ministre